# شوشیمین ایگا
شوشیمین ایگا (به ژاپنی: 小市民 映画 Shoshimin-eiga)، به معنای واقعی کلمه «فیلم خرده بورژوازی» یا «فیلم طبقه متوسط پایین»، ژانری از فیلم‌های رئالیستی یا واقع‌گرایی ژاپنی است که بر زندگی روزمره طبقه معمولی یا متوسط مردم تمرکز دارد. یک اصطلاح جایگزین برای شومین گکی shomin-geki است که به معنای واقعی کلمه «درام مردم عادی» است، که توسط محققان فیلم غربی ابداع شده بود. اصطلاح شوشیمین ایگا به عنوان تعریفی از یک ژانر خاص فیلم ژاپنی احتمالاً برای اولین بار در سال ۱۹۳۲ در مقالات منتقدان یوشیو ایکدا و ایچیرو اوئنو ظاهر شد.